# Vriendschap Zonder Grenzen
Vriendschap Zonder Grenzen (VZG) (Frans: Amitié Sans Frontières) is een Belgisch vrijwilligersnetwerk ter ondersteuning van vluchtelingen, migranten, mensen zonder papieren (sans-papiers) en daklozen. Ze ontstond na een initiatief door militanten van de Partij van de Arbeid van België. De beweging pleit voor migrantenrechten, sensibiliseert over de situatie van migranten en vluchtelingen, en onderneemt acties en projecten om deze groepen te steunen.

## Acties
Sinds eind 2015 delen vrijwilligers elke vrijdag voedselpakketten uit aan daklozen en vluchtelingen. In maart 2020 sloten zowel de Dienst Vreemdelingenzaken als de opvangcentra hun deuren omwille van strenge coronamaatregelen. Ook vermoeilijkte de toenmalige lockdown de asielprocedures, waardoor wachtrijen nog langer werden. Zulke acties vonden onder meer plaats aan het opvangcentrum aan het Klein Kasteeltje en het Maximiliaanpark te Brussel.
Op 9 maart 2022 manifesteerden leden van VZG in Brussel als deel van een vredesprotest tegen de oorlog in Oekraïne. Samen met leden van onder andere Vrede vzw en Vluchtelingenwerk Vlaanderen vormden manifestanten een mensenketting van 200 personen.